# Liste der Präsidenten der American Psychological Association
Liste der Präsidenten der American Psychological Association
- 1892 G. Stanley Hall
- 1893 George Trumbull Ladd
- 1894 William James
- 1895 James McKeen Cattell
- 1896 George Stuart Fullerton
- 1897 James Mark Baldwin
- 1898 Hugo Münsterberg
- 1899 John Dewey
- 1900 Joseph Jastrow
- 1901 Josiah Royce
- 1902 Edmund Sanford
- 1903 William Lowe Bryan
- 1904 William James
- 1905 Mary Whiton Calkins
- 1906 James Rowland Angell
- 1907 Henry Rutgers Marshall
- 1908 George Malcolm Stratton
- 1909 Charles Hubbard Judd
- 1910 Walter Bowers Pillsbury
- 1911 Carl Emil Seashore
- 1912 Edward Lee Thorndike
- 1913 Howard Crosby Warren
- 1914 Robert Sessions Woodworth
- 1915 John Broadus Watson
- 1916 Raymond Dodge
- 1917 Robert Mearns Yerkes
- 1918 John Wallace Baird
- 1919 Walter Dill Scott
- 1920 Shepard Ivory Franz
- 1921 Margaret Floy Washburn
- 1922 Knight Dunlap
- 1923 Lewis Terman
- 1924 Granville Stanley Hall
- 1925 Madison Bentley
- 1926 Harvey A. Carr
- 1927 Harry Levi Hollingworth
- 1928 Edwin G. Boring
- 1929 Karl Lashley
- 1930 Herbert Sidney Langfeld
- 1931 Walter Samuel Hunter
- 1932 Walter Richard Miles
- 1933 Louis Leon Thurstone
- 1934 Joseph Peterson
- 1935 Albert Theodor Poffenberger
- 1936 Clark L. Hull
- 1937 Edward C. Tolman
- 1938 John Frederick Dashiell
- 1939 Gordon Allport
- 1940 Leonard Carmichael
- 1941 Herbert Woodrow
- 1942 Calvin Perry Stone
- 1943 John Edward Anderson
- 1944 Gardner Murphy
- 1945 Edwin R. Guthrie
- 1946 Henry E. Garrett
- 1947 Carl Rogers
- 1948 Donald G. Marquis
- 1949 Ernest R. Hilgard
- 1950 Joy Paul Guilford
- 1951 Robert R. Sears
- 1952 J. McVicker Hunt
- 1953 Laurence F. Shaffer
- 1954 Orval Hobart Mowrer
- 1955 E. Lowell Kelly
- 1956 Theodore M. Newcomb
- 1957 Lee Cronbach
- 1958 Harry Harlow
- 1959 Wolfgang Köhler
- 1960 Donald O. Hebb
- 1961 Neal E. Miller
- 1962 Paul E. Meehl
- 1963 Charles E. Osgood
- 1964 Quinn McNemar
- 1965 Jerome Bruner
- 1966 Nicholas Hobbs
- 1967 Gardner Lindzey
- 1968 Abraham Maslow
- 1969 George A. Miller
- 1970 George W. Albee
- 1971 Kenneth B. Clark
- 1972 Anne Anastasi
- 1973 Leona E. Tyler
- 1974 Albert Bandura
- 1975 Donald T. Campbell
- 1976 Wilbert J. McKeachie
- 1977 Theodore H. Blau
- 1978 M. Brewster Smith
- 1979 Nicholas A. Cummings
- 1980 Florence L. Denmark
- 1981 John J. Conger
- 1982 William Bevan
- 1983 Max Siegal
- 1984 Janet T. Spence
- 1985 Robert Perloff
- 1986 Logan Wright
- 1987 Bonnie R. Strickland
- 1988 Raymond D. Fowler
- 1989 Joseph D. Matarazzo
- 1990 Stanley Graham
- 1991 Charles Spielberger
- 1992 Jack Wiggins, Jr.
- 1993 Frank Farley
- 1994 Ronald E. Fox
- 1995 Robert J. Resnick
- 1996 Dorothy W. Cantor
- 1997 Norman Abeles
- 1998 Martin E. P. Seligman
- 1999 Richard M. Suinn
- 2000 Patrick H. Deleon
- 2001 Norine G. Johnson
- 2002 Philip G. Zimbardo
- 2003 Robert J. Sternberg
- 2004 Diane F. Halpern
- 2005 Ronald F. Levant
- 2006 Gerald P. Koocher
- 2007 Sharon S. Brehm
- 2008 Alan E. Kazdin
- 2009 James H. Bray
- 2010 Carol D. Goodheart
- 2011 Melba J. T. Vasquez
- 2012 Suzanne Bennett Johnson
- 2013 Donald N. Bersoff
- 2014 Nadine J. Kaslow
- 2015 Barry S. Anton
- 2016 Susan H. McDaniel
- 2017 Antonio E. Puente
- 2018 Jessica Henderson Daniel
- 2019 Rosie Phillips Davis
- 2020 Sandra L. Shullman
- 2021 Jennifer F. Kelly
- 2022 Frank C. Worrell